# 아르키다모스 2세

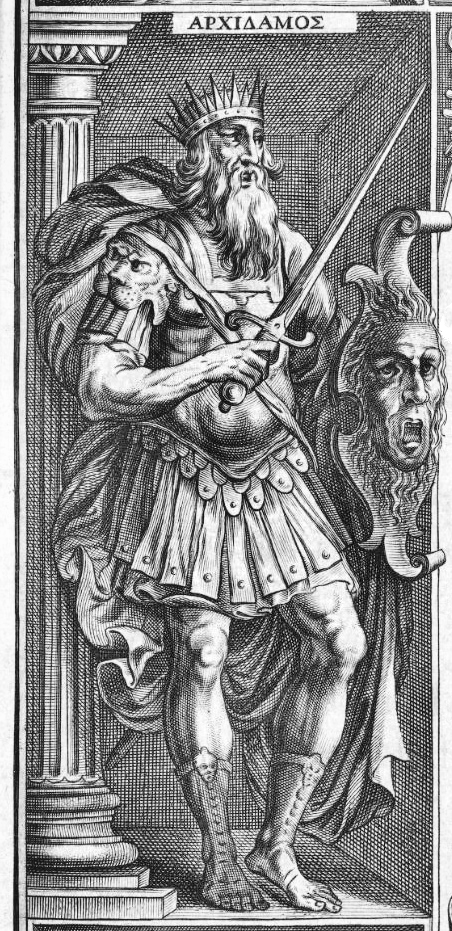

기원전 499년에 스파르타 어티절비에서 태어났다. 기원전 492년 당시 7살이였던 아르키다모스2세는 아르키다모스1세의 구박으로 많은 상처를
입었다. 하지만 열심히 훈련에 임해 스파르타의 사령관이 될수 있었다.
아르키다모스2세는 아테네와의 전쟁에서 큰 활약을 하여 29이라는 나이로 스파르타의 모든국민의 우상이 되었다.
하지만 아르키다모스는 전쟁중 적군의 독 화살을 맞고 42세의 나이로 숨을 거두게 된다.